# Lijst van voetbalinterlands Bhutan - Nepal
Deze lijst van voetbalinterlands is een overzicht van alle officiële voetbalwedstrijden tussen de nationale teams van Bhutan en Nepal. De landen speelden tot op heden negen keer tegen elkaar. De eerste ontmoeting, een kwalificatiewedstrijd voor de Azië Cup 2000, werd gespeeld op 12 februari 2000 in Koeweit. Het laatste duel, een vriendschappelijke wedstrijd, vond plaats in Kathmandu op 28 maart 2023.

## Wedstrijden
| № | Plaats     | Datum            | Competitie                 | Wedstrijd      | Uitslag |
| - | ---------- | ---------------- | -------------------------- | -------------- | ------- |
| 1 | Koeweit    | 12 februari 2000 | Azië Cup 2000 kwalificatie | Bhutan – Nepal | 0 – 3   |
| 2 | Dhaka      | 13 januari 2003  | Zuid-Azië Cup 2003         | Nepal – Bhutan | 2 – 0   |
| 3 | Karachi    | 12 december 2005 | Zuid-Azië Cup 2005         | Nepal − Bhutan | 3 − 1   |
| 4 | Chittagong | 2 april 2006     | AFC Challenge Cup 2006     | Nepal − Bhutan | 2 − 0   |
| 5 | Calcutta   | 29 november 2009 | Vriendschappelijk          | Nepal − Bhutan | 2 − 1   |
| 6 | Pokhara    | 17 maart 2011    | Vriendschappelijk          | Nepal − Bhutan | 1 − 0   |
| 7 | Pokhara    | 19 maart 2011    | Vriendschappelijk          | Nepal − Bhutan | 2 − 1   |
| 8 | Dhaka      | 8 september 2018 | Zuid-Azië Cup 2018         | Nepal − Bhutan | 4 − 0   |
| 9 | Kathmandu  | 28 maart 2023    | Vriendschappelijk          | Nepal − Bhutan | 1 − 1   |

## Samenvatting
| Competitie            | Totaal gespeeld | Winst Bhutan | Gelijk | Winst Nepal | Doelsaldo Bhutan – Nepal |
| --------------------- | --------------- | ------------ | ------ | ----------- | ------------------------ |
| Azië Cup-kwalificatie | 1               | 0            | 0      | 1           | 0 − 3                    |
| AFC Challenge Cup     | 1               | 0            | 0      | 1           | 0 − 2                    |
| Zuid-Azië Cup         | 3               | 0            | 0      | 3           | 1 − 9                    |
| Vriendschappelijk     | 4               | 0            | 1      | 3           | 3 − 6                    |
| Totaal                | 9               | 0            | 1      | 8           | 4 − 20                   |

Wedstrijden bepaald door strafschoppen worden, in lijn met de FIFA, als een gelijkspel gerekend.